# (7689) Reinerstoss
(7689) Reinerstoss (4036 P-L) – planetoida z pasa głównego asteroid okrążająca Słońce w ciągu 4,79 lat w średniej odległości 2,84 j.a. Odkryta 24 września 1960 roku.